# Lazar Tufegdžić
Lazar Tufegdžić (Valjevo, 22 de febrero de 1997) es un futbolista serbio que juega en la demarcación de centrocampista para el FK Čukarički de la Superliga de Serbia.

## Selección nacional
Tras jugar en varias categorías inferiores, finalmente hizo su debut con la selección de fútbol de Serbia en un partido amistoso contra República Dominicana que finalizó con un resultado de empate a cero.

## Clubes
| Club                      | País     | Año       | Partidos | Goles |
| ------------------------- | -------- | --------- | -------- | ----- |
| Estrella Roja de Belgrado | Serbia   | 2015-2016 | 0        | 0     |
| FK Bežanija (cedido)      | Serbia   | 2016      | 13       | 0     |
| OFK Beograd (cedido)      | Serbia   | 2016      | 14       | 2     |
| FK Sinđelić Beograd       | Serbia   | 2017-2019 | 66       | 20    |
| FK Spartak Subotica       | Serbia   | 2019-2022 | 110      | 33    |
| PFC CSKA Sofia            | Bulgaria | 2022-2024 | 38       | 5     |
| FK Čukarički              | Serbia   | 2024-     | 30       | 4     |